# Arms Corporation
Arms Corporation (有限会社 アームス?) fue un estudio de animación japonés que se dedicaba a la producción, animación y distribución de un número considerable de emisiones.
El famoso ilustrador de personajes Rin Shin era el jefe de la dirección de animación de varias producciones de Arms, las cuales contienen bastante fanservice, como Ikkitousen Dragon Destiny, Ikkitousen Great Guardians, Elfen Lied y ambas temporadas de Queen's Blade. También desarrolló los diseños de personajes para I"s Pure. Otra gran parte de sus producción se trata de OVAs del género hentai. Umetsu es el CEO de Arms.
La compañía fue fundada en 1996, e inicialmente se centró en realizar trabajos subcontratados de Pierrot, así como a la producción de animes para adultos en colaboración con Pink Pineapple y Green Bunny, bajo el nombre de Arms, aunque también utilizó otros nombres como Dandelion, Triple X y Garyu Studio.
La compañía también comenzó a producir su propio anime para televisión, como Mezzo en 2004, pero seguramente es más conocida por realizar la adaptación animada para televisión del manga Elfen Lied, de Lynn Okamoto; así como de las franquicias Queen’s Blade y Ikki Tousen, siendo el trabajo más reciente de esta última, Ikki Tousen: Western Wolves, OVA lanzada en 2019. Otros animes notables del estudio son Samurai Girls, Genshiken 2, Gokukoku no Brynhildr, Hagure Yūsha no Aestetica, MAOYU, Wizard Barristers: Benmashi Cecil, y Valkyrie Drive: Mermaid.
La compañía cambió oficialmente su nombre de Arms a Common Sense en agosto de 2017, pero mantuvo la etiqueta Arms como nombre comercial.
La compañía solicitó el 22 de julio una liquidación especial, tras decidirse en una junta de accionistas el 31 de mayo. 
El 4 de agosto de 2020, Tokyo Shoko Research informó que el estudio se ha declarado en bancarrota.

## Animaciones con participación de Arms Corporation

### Original Video Animation (OVA)

#### Producción
- Ashita no Yukinojō
- La Blue Girl Returns
- Class Reunion Again
- Kite
- Nakoruru ~Ano Hito Kara no Okurimono~
- Yakin Byoutou
- Virgin Touch
- Words Worth

#### Producción y animación
- Body Transfer
- Hotaruko
- Elfen Lied
- Hyakki - The Secret of Devil's Island
- I"s Pure
- Inma Seiden
- Kawarazaki-ke no Ichizoku 2
- Kawarazaki-ke no Ichizoku The Animation
- Kite Liberator
- Naisho no Tsubomi
- Natural Obsessions 2
- One: True Stories
- Kazoku Rokudenashi
- Queen's Blade Utsukushiki Tōshi-tachi
- Zettai Shougeki: Platonic Heart

#### Animación
- Hininden Gausu
- G-spot Express
- Front Innocent

#### Colaboraciones en animación
- I"s

#### Coproducción
- Mezzo Forte

### Anime

#### Producción y animación
- Elfen Lied
- Genshiken 2
- Gokukoku no Brynhildr
- Hagure Yūsha no Estetica
- Himawari!
- Himawari!!
- Hyakka Ryōran Samurai Girls
- Ikki Tōsen: Dragon Destiny
- Ikki Tōsen: Great Guardians
- Elf-ban Kakyūsei 2
- Mezzo DSA
- Maoyuu Maou Yuusha
- Queen's Blade -Rurō no Senshi-
- Queen's Blade: Gyokuza o Tsugumono
- Valkyrie Drive: Mermaid

#### Animación
- Joshikōsei

#### Asistencias en animación
- Ikki Tōsen: Xtreme Xecutor

#### Cooperación en producción
- Inukami!
- Pandora Hearts
- Trinity Blood

### Películas

#### Producción y animación
- Kiss and Cry

#### Animación intermedia
- Stranger Mukō Hadan

#### Cooperación en producción
- Bleach: Memories of Nobody